# Coelorinchus anisacanthus
Coelorinchus anisacanthus är en fiskart som beskrevs av Sazonov, 1994. Coelorinchus anisacanthus ingår i släktet Coelorinchus och familjen skolästfiskar. Inga underarter finns listade i Catalogue of Life.